# Gyllne morgon
Gyllne morgon är en kristen sång. Den skrevs 1918 av George Flodén, och används bland annat i filmen  Lyftet från 1978.
Den spelades bland annat in på skiva av Mats Paulson, och gavs ut i maj 1973.
Christer Sjögren spelade in sången tillsammans med Vikingarna och Jordanaires på albumet Andliga sånger från 1989.

## Publicerad i
- Segertoner 1988 som nr 655 under rubriken "Jesu återkomst".[3]

### Fotnoter
1. ↑  ”George Flodén”. Svensk Filmdatabas. http://www.sfi.se/sv/svensk-filmdatabas/Item/?type=PERSON&itemid=71723. Läst 10 juli 2012.
2. ↑  ”Gyllne morgon”. Svensk Filmdatabas. 26 februari 1978. http://www.svenskfilmdatabas.se/sv/Item/?type=music&itemid=540298. Läst 10 juli 2012.
3. 1 2  Heinerborg, Karl-Erik; Lennart Jernestrand (1988). Segertoner melodisångbok. Stockholm: Förlaget Filadelfia. Libris 911558
4. ↑  ”Gyllne morgon”. Svensk mediedatabas. 1 april 1973. http://smdb.kb.se/catalog/id/001465586. Läst 26 juli 2012.
5. ↑  ”Andliga sånger”. Svensk mediedatabas. 26 februari 1989. https://smdb.kb.se/catalog/id/001480048. Läst 20 november 2019.